# Kati i Paris
Kati i Paris är en ungdomsbok av Astrid Lindgren från 1954 och den tredje fristående boken i Kati-serien efter Kati i Amerika (1950) och Kati på Kaptensgatan/Kati i Italien (1952).